# Letnie sny
Letnie sny (Летние сны) è un film del 1972 diretto da Vitalij Michajlovič Kol'cov.

## Trama
Galina e Pavlina, gelose dei loro mariti per la bella Maša apparsa nel villaggio, chiedono alla sentinella di sorvegliare i traditori. La tendenza del vecchio a trasmettere visioni fantastiche come realtà porta a conseguenze irreversibili.